# خبز أفغاني
الخبز الأفغاني أو التَمِيزْ (ويُشتهر باسم التميس)، خبز منتشر في دولتي أفغانستان وباكستان والدول المجاورة لها والسعودية، غالباً يؤكل مع الفول والنواشف (جبنة، مربى، حلاوة طحينية، لبنة). ويسمى في السعودية «خبز تميس» وفي اللغة الفارسية لكن الاسم تبدل من الزاي إلى السين وأصل الكلمة نان تميز أي الخبز النظيف.

## أنواعه الرئيسية
- تميس عادي: يكون مليء بالعجين ويسمى كذلك ملبلب.
- تميس بسكويت: رقيق، وللتقريب، فعجينه كعجين البيتزا الرقيقة، وهو مقرمش
- تميس بالسمن: العجين مختلف، حيث وكأنه مرسوم على شكل دوائر، ويُدهن بالسمن حال خروجه من التنور.

### الأنواع المستحدثة
- تميس بالجبن: يتم حشوه بالجبنة الصفراء.
- تميس بالحبة السوداء: يُرش بحبة سوداء من أعلى بعد استوائه.
- تميس بالسمسم: كذلك يُرش من فوقه سمسم بعد استوائه.
- تميس بالسكر  : يتم رش ذرات من السكر فوق العجين قبل إدخاله لفرن التنور.
- تميس بـُـر: حيث يكون العجين بُر من الأصل ولا يتم رش أي شي عليه.